# Casa no Largo 1.º de Maio, n.º 6
A Casa no Largo 1.º de Maio, n.º 6 é um edificio histórico na vila de Odeceixe, na região do Algarve, em Portugal.

## Descrição e história
Este imóvel está situado no Largo 1.º de Maio, no centro da povoação, e nas imediações de dois outros edifícios de importância histórica, a Casa na Rua Nova e o Edifício na Rua Nova, 10, 12 e 14. Consiste numa antiga casa abastada, provavelmente construída na segunda metade do século XVIII.